# Élection présidentielle colombienne de 1874
L'élection présidentielle colombienne de 1874, a eu lieu en avril 1874 sous le régime des États-Unis de Colombie pour élire le nouveau président. Pour la troisième fois consécutive, le candidat du Parti libéral, Santiago Pérez de Manosalbas, remporte la victoire avec une large majorité.

## Contexte
Depuis 1870, le Parti libéral est au pouvoir. Après les présidences de Eustorgio Salgar (1870-1872) et Manuel Murillo Toro (1872-1874), les libéraux sont fragilisés. Dans le cadre de l'élection de 1874, ils obtiennent un accord avec certains conservateurs. Le Parti conservateur ne présente pas de candidat, et laisse ses représentants se diviser entre le candidat libéral, Santiago Pérez de Manosalbas, et le candidat modéré, Julián Trujillo Largacha.

## Système électoral
Selon la constitution de 1863, le président des États-Unis de Colombie est élu pour un mandat de deux ans par les représentants des 9 États. Le candidat qui obtient le plus d'États est déclaré élu.

## Résultats

### Résultats officiels
| Candidats | Candidats                    | Candidats | États obtenus | %    |
| --------- | ---------------------------- | --------- | ------------- | ---- |
|           | Santiago Pérez de Manosalbas | Libéral   | 6             | 66,6 |
|           | Julián Trujillo Largacha     | Modéré    | 3             | 33,3 |
| Total     | Total                        | Total     | 9             | 100  |

### Résultats détaillés
| États                          | Candidat soutenu             |
| ------------------------------ | ---------------------------- |
| État souverain de Bolívar      | Santiago Pérez de Manosalbas |
| État souverain de Magdalena    | Santiago Pérez de Manosalbas |
| État souverain du Panama       | Santiago Pérez de Manosalbas |
| État souverain de Cundinamarca | Santiago Pérez de Manosalbas |
| État souverain de Boyacá       | Santiago Pérez de Manosalbas |
| État souverain de Santander    | Santiago Pérez de Manosalbas |
| État souverain de Tolima       | Julián Trujillo Largacha     |
| État souverain d'Antioquia     | Julián Trujillo Largacha     |
| État souverain de Cauca        | Julián Trujillo Largacha     |

## Conséquences
À l'issue du scrutin, le Parti libéral conserve le pouvoir avec la victoire de Santiago Pérez de Manosalbas, qui est largement élu.